# Adventures in Modern Recording (álbum)
Adventures in Modern Recording es el segundo y último álbum de estudio del grupo británico The Buggles, publicado en marzo de 1981. 
Hecho un año después como miembros de Yes, el álbum contiene nueve pistas, incluida la versión «Into the Lens» de Yes, aquí titulada «I Am a Camera». 
El álbum no contiene ningún éxito y The Buggles rompieron un tiempo después con Geoff Downes, ingresando en Asia y Trevor Horn convirtiéndose en un productor discográfico. 

## Lista de canciones
1. Adventures in Modern Recording (Darlow, Horn, Woolley) - 3:46
2. Beatnik (Horn) - 3:38
3. Vermillion Sands (Downes, Horn) - 6:48
4. I Am a Camera (Downes, Horn) - 4:56
5. On TV (Horn, Thompson, Wooley) - 2:48
6. Inner City (Darlow, Horn) - 3:22
7. Lenny (Downey, Horn) - 3:12
8. Rainbow Warrior (Darlow, Horn, Sinclair) - 5:22
9. Adventures in Modern Recording (reprise) (Darlow, Horn, Wooley) - 0:51
10. Fade Away (Horn, Sinclair) - 2:36
11. Blue Nylon (Darlow, Horn, Sinclair) - 2:25
12. I Am a Camera (12-inch mix) (Downes, Horn)- 4:13

Las canciones 10, 11 y 12 fueron añadidas en el relanzamiento de 1997.

## Equipo
- Trevor Horn - voces, guitarras.
- Geoff Downes - teclados, batería (solo en 4 pistas).
- Simon Darlow - teclados, guitarras.

- Datos: Q2825401